# Miss International 1995
Miss International 1995, trentacinquesima edizione di Miss International, si è tenuta presso il Shinjuku Pension Hall di Tokyo il 10 settembre 1995. La norvegese Anne Lena Hansen è stata incoronata Miss International 1995.

## Risultati

### Piazzamenti
| Risultato finale        | Concorrente |
| ----------------------- | --- |
| Miss International 1995 | - Norvegia - Anne Lena Hansen |
| 2ª classificata         | - Venezuela - Ana María Amorer |
| 3ª classificata         | - Rep. Ceca - Renata Hornofová |
| Top 15                  | - Bolivia - Liliana Arce - Brasile - Débora Moretto - Colombia - Iovana Grisales - Corea del Sud - Lee Yoo-ree - Filippine - Gladys Dueñas - Francia - Mélody Vilbert - Giappone - Yuka Kondo - Grecia - Maria Pavli - Islanda - Lovísa Guðmundsdóttir - Spagna - Jimena Garay - Turchia - Ahu Paşakay - Vietnam - Trương Quỳnh Mai |

### Riconoscimenti speciali
| Riconoscimento        | Concorrente                  |
| --------------------- | ---------------------------- |
| Miss Friendship       | - Giappone - Yuka Kondo      |
| Miss Photogenic       | - Slovacchia - Jana Sluková  |
| Miss National Costume | - Vietnam - Trương Quỳnh Mai |

## Concorrenti
- Argentina - Lorena Andrea Palacios
- Aruba - Yolanda Janssen
- Australia - Kristen Szypica
- Belgio - Berenice De Bondt
- Bolivia - Liliana Arce Angulo
- Brasile - Débora Reis Moretto
- Cipro - Eleni Chrysostomou
- Colombia - Iovana Soraya Grisales Castañeda
- Corea del Sud - Lee Yoo-ree
- Danimarca - Sabine Sørensen
- El Salvador - Natalia Díaz
- Figi - Rejieli Ratu
- Filippine - Gladys Audre Dimsay Dueñas
- Francia - Mélody Vilbert
- Germania - Katja Honak
- Giappone - Yuka Kondo
- Grecia - Maria Pavli
- Guam - Marie Angelique Penrose
- Guatemala - Indira Lili Chinchilla Paz
- Hawaii - Yula Kim
- Honduras - Sayda Umaña López
- Hong Kong - Juliana Lo Yuen-Yan
- India - Priya Gill
- Islanda - Lovísa Aðalheiður Guðmundsdóttir
- Isole Marianne Settentrionali - Elaine Tudela
- Israele - Michal Shtibel
- Lussemburgo - Paola Roberto
- Malta - Roxanne Sammut
- Messico - Marlena de la Garza
- Norvegia - Anne Lena Hansen
- Paesi Bassi - Nathalie van den Dungen
- Panama - Lorena Hernández Montero
- Paraguay - Patricia Viviana Galindo Cabral
- Porto Rico - María del Rocío Arroyo Rivera
- Portogallo - Patrícia Trigo
- Rep. Ceca - Renata Hornofová
- Rep. Dominicana - Cándida Lara Betances
- Regno Unito - Melanie Abdoun
- Seychelles - Josianne Dorby
- Singapore - Lynette Lee
- Slovacchia - Jana Sluková
- Spagna - Jimena Garay
- Stati Uniti - Krista Loskota
- Thailandia - Aranyaporn Jatupornphan
- Turchia - Ahu Paşakay
- Venezuela - Ana María Amorer Guerrero
- Vietnam - Trương Quỳnh Mai